# Ріджентс-парк
Рі́джентс-парк (англ. Regent’s Park, досл. «парк регента») — один з головних королівських парків Лондона, розташований між Вестмінстером (на півдні) і Кемденом (на півночі).
Площа парку становить 188 га.
У давнину на місці Ріджентс-парку містились мисливські угіддя англійського короля Генріха VIII.
Із включенням території цих угідь до міста, у 1810-і — 1820-і рр. тут було висаджено дерева і розбито парк за проєктом Джона Неша як місце для розваг сімейства принца-регента (майбутнього Георга IV).
Від 1838 року Парк відкрито для відвідувань усіма охочими.
Серед головних принад і пам'яток Парку, крім природних об'єктів, такі:
- Лондонський зоопарк (на північно-східній околиці);
- приватна резиденція посла США;
- Центральна мечеть Лондона;
- комплекс будівель Лондонського університету.